# Svanen (film)
Svanen (originaltitel: The Swan) är en amerikansk film från 1956 i regi av Charles Vidor, med Grace Kelly och Alec Guinness i huvudrollerna. Filmen bygger på pjäsen med samma namn av Ferenc Molnar. Den filmatiserades också 1925 med samma titel och 1930 med titeln Prinscharmören (One Romantic Night) med Lillian Gish i huvudrollen.

## Handling
Prinsessan Alexandra (Grace Kelly) förälskar sig i sin lärare, Nicholas Agi (Louis Jourdan), men hon är trolovad med prins Albert (Alec Guinness).

## Rollista
| Grace Kelly         | – Prinsessan Alexandra          |
| Alec Guinness       | – Prins Albert                  |
| Louis Jourdan       | – Dr. Nicholas Agi              |
| Agnes Moorehead     | – Drottning Maria Dominika      |
| Jessie Royce Landis | – Prinsessan Beatrix            |
| Brian Aherne        | – Fader Carl Hyacinth           |
| Leo G. Carroll      | – Caesar                        |
| Estelle Winwood     | – Symphorosa                    |
| Van Dyke Parks      | – George                        |
| Christopher Cook    | – Arsene                        |
| Robert Coote        | – Kapten Wunderlich             |
| Doris Lloyd         | – Grevinnan Sibenstoyn          |
| Edith Barrett       | – Elsa - Beatrixs tjänsteflicka |